# Grand Prix Formule 1 van Duitsland 1965
De Grand Prix Formule 1 van Duitsland 1965 werd gehouden op 1 augustus op de Nordschleife van de Nürburgring in Nürburg. Het was de zevende race van het seizoen.

## Uitslag
| Pos. | Nr. | Coureur            | Constructeur   | Rondes | Tijd / Oorzaak uitval | Grid | Punten |
| ---- | --- | ------------------ | -------------- | ------ | --------------------- | ---- | ------ |
| 1    | 1   | Jim Clark          | Lotus-Climax   | 15     | 2:07:52.4             | 1    | 9      |
| 2    | 9   | Graham Hill        | BRM            | 15     | +15,9 s               | 3    | 6      |
| 3    | 5   | Dan Gurney         | Brabham-Climax | 15     | +21,4 s               | 5    | 4      |
| 4    | 12  | Jochen Rindt       | Cooper-Climax  | 15     | +3:29.6               | 8    | 3      |
| 5    | 4   | Jack Brabham       | Brabham-Climax | 15     | +4:41.2               | 14   | 2      |
| 6    | 8   | Lorenzo Bandini    | Ferrari        | 15     | +5:08.6               | 7    | 1      |
| 7    | 16  | Jo Bonnier         | Brabham-Climax | 15     | +5:58.5               | 9    |        |
| 8    | 24  | Masten Gregory     | BRM            | 14     | +1 Ronde              | 19   |        |
| DNF  | 7   | John Surtees       | Ferrari        | 11     | Versnellingsbak       | 4    |        |
| DNF  | 17  | Jo Siffert         | Brabham-BRM    | 9      | Motor                 | 11   |        |
| DNF  | 2   | Mike Spence        | Lotus-Climax   | 8      | Transmissie           | 6    |        |
| DNF  | 3   | Gerhard Mitter     | Lotus-Climax   | 8      | Waterlek              | 12   |        |
| DNF  | 20  | Richard Attwood    | Lotus-BRM      | 8      | Waterlek              | 17   |        |
| DNF  | 11  | Bruce McLaren      | Cooper-Climax  | 7      | Versnellingsbak       | 10   |        |
| DNF  | 6   | Denny Hulme        | Brabham-Climax | 5      | Benzinelek            | 13   |        |
| DNF  | 19  | Chris Amon         | Lotus-BRM      | 3      | Elektrisch Probleem   | 16   |        |
| DNF  | 22  | Paul Hawkins       | Lotus-Climax   | 3      | Olielek               | 20   |        |
| DNF  | 10  | Jackie Stewart     | BRM            | 2      | Ophanging             | 2    |        |
| DNF  | 21  | Frank Gardner      | Brabham-BRM    | 0      | Versnellingsbak       | 18   |        |
| DNQ  | 25  | Roberto Bussinello | BRM            |        |                       |      |        |
| DNQ  | 23  | Ian Raby           | Brabham-Climax |        |                       |      |        |

## Statistieken
| Pole-position | Jim Clark | Lotus-Climax | 8:22.7 |
| Snelste ronde | Jim Clark | Lotus-Climax | 8:24.1 |

## Noot
- Dit was de tiende Grand Slam voor een Britse coureur.

1931 · 1932 · 1934 · 1935 · 1936 · 1937 · 1938 · 1939 · 1951 · 1952 · 1953 · 1954 · 1956 · 1957 · 1958 · 1959 · 1961 · 1962 · 1963 · 1964 · 1965 · 1966 · 1967 · 1968 · 1969 · 1970 · 1971 · 1972 · 1973 · 1974 · 1975 · 1976 · 1977 · 1978 · 1979 · 1980 · 1981 · 1982 · 1983 · 1984 · 1985 · 1986 · 1987 · 1988 · 1989 · 1990 · 1991 · 1992 · 1993 · 1994 · 1995 · 1996 · 1997 · 1998 · 1999 · 2000 · 2001 · 2002 · 2003 · 2004 · 2005 · 2006 · 2008 · 2009 · 2010 · 2011 · 2012 · 2013 · 2014 · 2016 · 2018 · 2019